# Оселя Ольжича

Пам'ятник Олегові Ольжичу в «Оселі Ольжича» (Лігайтон, США)

Оселя Ольжича в США — це меморіальний комплекс, розташований у місті Лігайтон, штат Пенсильванія, присвячений пам'яті Олега Ольжича (Кандиби) — українського поета, археолога та діяча ОУН. У цьому комплексі у 1977 році встановлено погруддя Ольжича, виконане скульптором Михайлом Черешньовським, і він є місцем вшанування його пам'яті. Урочисте відкриття і освячення пам'ятника Олегу Ольжичу відбулося З липня 1977 року. З цієї нагоди до Лігайтону з Європи прилетів його бойовий соратник і, можливо, найбільший друг Олег Штуль-Жданович — на той час чинний голова ОУН..
Оселя Ольжича — це не лише місце вшанування, а й символ української національної ідентичності та боротьби за свободу, що має особливе значення для української діаспори в США.